# Bredikhin (cráter)
Bredikhin  es un cráter de impacto que se encuentra en la cara oculta de la Luna, justo al oeste del cráter Mitra, y al noreste de Raimond.
Se trata de una formación de cráteres desgastados, esparcidos por el sistema radial del cráter Jackson, aproximadamente a tres diámetros de distancia de los cráteres situados al noroeste. El borde se superpone a un pequeño cráter a lo largo del lado oeste-noroeste, y a una formación de cráteres a lo largo del suroeste. Una elevación prominente en el interior del cráter se superpone a la mayor parte del suelo del lado noroeste, incluyendo el punto medio.
Bredikhin se encuentra dentro de la Cuenca Dirichlet-Jackson.

## Cráteres satélite
Por convención estos elementos son identificados en los mapas lunares poniendo la letra en el lado del punto medio del cráter que está más cerca de Bredikhin.

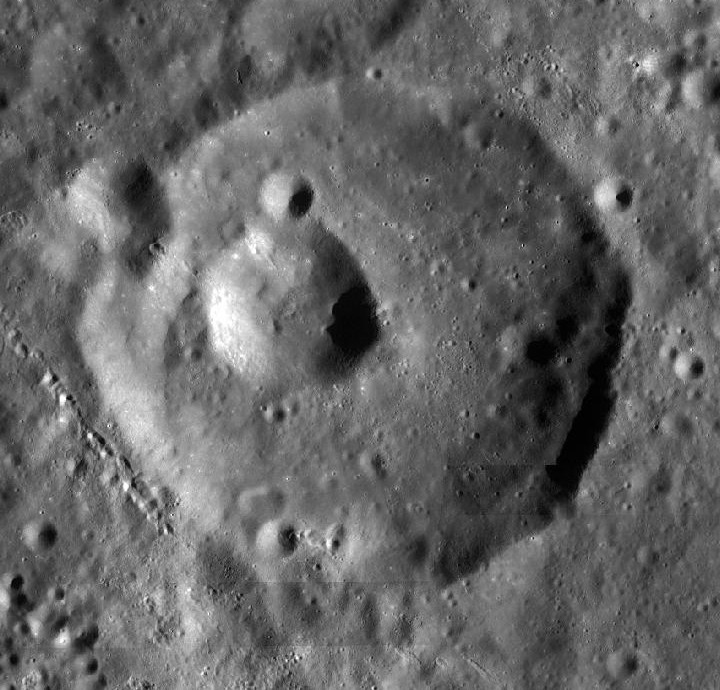
Bredikhin (imagen LRO)

|           | \| Bredikhin \| Coordenadas \| Diámetro \| \| --------- \| ------------------------------- \| -------- \| \| B \| 19°00′N 157°24′O / 19.0, -157.4 \| 18 km \| |          |
| Bredikhin | Coordenadas | Diámetro |
| B         | 19°00′N 157°24′O / 19.0, -157.4 | 18 km    |